# Liste der brasilianischen Botschafter bei der Europäischen Union
Der brasilianische Botschafter residiert an Av. Franklin Roosevelt 30 in Brüssel.
| Ernannt / Akkreditiert | Name                                       | Bemerkungen                                     | ernannt von               | Posten verlassen |
| ---------------------- | ------------------------------------------ | ----------------------------------------------- | ------------------------- | ---------------- |
| 1961                   | Rubens Ferreira de Mello                   |                                                 | Jânio Quadros             | 1962             |
| 1962                   | Carlos Cyrillo Jr                          | gleichzeitig im Königreich Belgien akkreditiert | Jânio Quadros             |                  |
| 1963                   | Sérgio de Lima e Silva                     |                                                 | Jânio Quadros             | 1964             |
| 1965                   | Odette de Carvalho e Souza                 |                                                 | Humberto Castelo Branco   | 1969             |
| 1969                   | Antônio Corrêa do Lago                     |                                                 | Aurélio de Lira Tavares   | 1974             |
| 1974                   | Arnaldo Vasconcellos                       |                                                 | Ernesto Geisel            | 1977             |
| 1977                   | Luiz Augusto Pereira Souto Maior           |                                                 | Ernesto Geisel            | 1985             |
| 1985                   | Celso Monteiro Furtado                     |                                                 | José Sarney               | 1986             |
| 1987                   | Geraldo Egídio da Costa Holanda Cavalcanti |                                                 | José Sarney               | 1991             |
| 1991                   | Jório Dauster Magalhães e Silva            |                                                 | Fernando Collor de Mello  | 1999             |
| 1999                   | Clodoaldo Hugueney Filho                   |                                                 | Fernando Henrique Cardoso | 2002             |
| 2002                   | José Alfredo Graça Lima                    | [ 1 ]                                           | Fernando Henrique Cardoso | 2005             |
| 2005                   | Maria Celina de Azevedo Rodrigues          |                                                 | Luiz Inácio Lula da Silva | 2008             |
| 2008                   | Ricardo Neiva Tavares                      |                                                 | Luiz Inácio Lula da Silva | 2012             |
| 2012                   | Vera Lúcia Machado                         | (* 14. Juli 1946 in Rio de Janeiro)             | Dilma Rousseff            |                  |